# Généralité de Perpignan
1660–1790
(365 ans)
Entités précédentes :
- Création

Entités suivantes :
- Pyrénées-Orientales

La généralité de Perpignan est une circonscription administrative de France créée en 1660, peu après l'annexion du Roussillon par la France au traité des Pyrénées de 1659.
Elle rassemble jusqu'en 1784 la province de Roussillon et le pays de Foix, transféré à cette date à la généralité de Pau et Bayonne

## Organisation
La généralité est divisée en trois vigueries qui sont bien plus anciennes qu'elle puisqu'elles remontent au Moyen Âge. Mises en place par les rois d'Aragon comme des institutions de justice, les vigueries sont conservées sous les monarchies espagnoles et françaises. Néanmoins après l'annexion française, on utilise le cadre de la viguerie pour établir les recettes des finances et les subdélégations, cadres fiscaux et administratifs. 
On compte trois vigueries en Roussillon, quoique les réformes de la fin du XVIIIe siècle aient tenté de réduire les vigueries de Conflent et de Cerdagne à de simples bailliages dépendant de la viguerie de Roussillon.
- Viguerie (et subdélégation) de Roussillon et Vallespir avec siège à Perpignan
- Viguerie (et subdélégation) de Conflent et Capcir avec siège à Villefranche-de-Conflent
- Viguerie (et subdélégation) de Cerdagne avec siège à Mont-Louis

Aux États généraux de 1789, la généralité de Perpignan envoie huit députés.